# Labena trilineata
Labena trilineata är en stekelart som beskrevs av William Harris Ashmead 1895. Labena trilineata ingår i släktet Labena och familjen brokparasitsteklar. Inga underarter finns listade i Catalogue of Life.